# Robert Springer (Schriftsteller)
Robert Gustav Moritz Springer (* 23. November 1816 in Berlin; † 21. Oktober 1885 ebenda) war ein deutscher Schriftsteller, Journalist, Publizist und Übersetzer.

## Leben
Springer war Sohn eines Juweliers. Er besuchte die königliche Realschule und von 1835 bis 1838 das Berliner Stadtschullehrerseminar. Anschließend arbeitete er als Lehrer an einer höheren Mädchenschule. Bereits nach anderthalb Jahren verließ er den Schuldienst wieder und begab sich auf mehrjährige Reisen mit längeren Aufenthalten in Paris, Rom, Wien und Leipzig. Springer beteiligte sich an der Märzrevolution, wofür er sich 1849 vor Gericht u. a. wegen Majestätsbeleidigung verantworten musste.
1853 kehrte er nach Berlin zurück und schrieb fortan für das Feuilleton großer Tageszeitungen und Zeitschriften (u. a. Der Bär: illustrierte Wochenschrift für vaterländische Geschichte) Artikel zur Kunst- und Literaturgeschichte, Literaturkritiken und Lokalgeschichten. Unter dem Pseudonym Adam Stein veröffentlichte er zahlreiche Kinder- und Jugendbücher. Darüber hinaus verfasste er zahlreiche Historienromane und kultur- und literaturgeschichtliche Abhandlungen.
1879 gründete der Vegetarier Springer den Deutschen Verein für harmonische Lebensweise und 1884, zusammen mit Johannes Friedrich Guttzeit, Karl Max Engelmann und Otto Rabe, den Internationalen Bund für konsequente Humanität. Durch diese Gründungen und seine Bücher wurde Springer zu einem bedeutenden Vorkämpfer der Lebensreform. Über seinen Mitstreiter Engelmann hatte er Einfluss auf die Entstehung der Reformsiedlung Monte Verità bei Ascona.
1958 wurde die ehemalige Straße 358 im Norden der Rudolf-Wissel-Siedlung in Berlin-Staaken zu seinen Ehren in Springerzeile umbenannt.

## Werke (Auswahl)

### Lokalskizzen
- Berlin’s Straßen, Kneipen und Clubs im Jahre 1848. Gerhard, Berlin 1850. urn:nbn:de:kobv:109-opus-104941 Reprint der Original-Ausgabe: Weidlich, Würzburg 1985. ISBN 978-3-8035-1251-2
- Berlin: ein Führer durch die Stadt und ihre Umgebungen. Weber, Leipzig 1861.urn:nbn:de:bvb:12-bsb10014207-2 Faksimilie-Ausgabe: Schünemann, Bremen 1976. ISBN 978-3-7961-1686-5
- Berlin wird Weltstadt. Ernste und heitere Culturbilder. Hausfreund-Expedition, Berlin 1868. urn:nbn:de:kobv:109-1-8372757
- Berliner Prospecte und Physiognomieen: ernste und heitere Culturbilder. Langmann, Berlin 1870. urn:nbn:de:kobv:109-1-8181467
- Berlin, die deutsche Kaiserstadt: nebst Potsdam und Charlottenburg, mit ihren schönsten Bauwerken und hervorragendsten Monumenten. Lange, Darmstadt 1876. Reprint der Original-Ausgabe: Haude und Spener, Berlin 1988. ISBN 978-3-7759-0308-0

### Novellen, Erzählungen und Romane
- Garibaldi, das Haupt des jungen Italiens; sein Leben, seine Abenteuer und Heldenthaten. Historisch-politischer Roman aus der neuesten italienischen Geschichte. 3 Bände, Carl Lindow, Berlin 1861.
- Gräfin Lichtenau. 3 Bände, Berlin 1871.
- Devrient und Hoffmann, oder Schauspieler und Serapionsbrüder. Künstler-Roman und romantisches Zeitbild. 3 Bände, Janke, Berlin 1873.
- Anna Amalia von Weimar und ihre poetische Tafelrunde. 2 Teile. Berlin 1875. Band 1: urn:nbn:de:bvb:12-bsb11168108-6 Band 2: urn:nbn:de:bvb:12-bsb11168109-6
- Sidney Smith. 3 Bände. Berlin 1875.
- Banquier und Schriftsteller. Ein Lebensbild aus der Berliner Gesellschaft. Berlin 1877.
- Das Volk steht auf, der Sturm bricht los. Berlin 1885.

### Beiträge zur Kulturgeschichte
- Der Orientalische Krieg in den Jahren 1853–1855. Barthol, Berlin 1855. urn:nbn:de:bvb:12-bsb10408675-2
- Weimar’s klassische Stätten. Ein Beitrag zum Studium Goethe’s und unserer klassischen Literatur-Epochen. Springer, Berlin / Heidelberg 1868. doi:10.1007/978-3-642-50829-5, ISBN 978-3-642-50519-5
- Die klassischen Stätten von Jena und Ilmenau. Ein Beitrag zur Goethe-Literatur. Springer, Berlin / Heidelberg 1869. doi:10.1007/978-3-642-94509-0, ISBN 978-3-642-94109-2
- Westindien: zur Reise und zum Aufenthalt. Begonnen von Damian Freiherrn von Schütz-Holzhausen, nach dessen Tode fortges. von Robert Springer, Würzburg 1878.
- Enkarpa. Culturgeschichte der Menschheit im Lichte der pythagoräischen Lehre. Schmorl & von Seefeld, Hannover 1884.
- Essays zur Kritik und Philosophie und zur Goethe-Literatur. Minden i. W. 1885.
- Charakterbilder und Scenerien. Darstellungen aus der Literatur- und Kunstgeschichte. Minden i. W. 1886.

### Kinder- und Jugendbücher (unter Pseudonym Adam Stein)
- Tagebuch dreier Kinder: Fortsetzung der 52 Sonntage: mit neun colorirten Bildern. Winckelmann, Berlin 1852.
- Mariens Tagebuch: Fortsetzung der 52 Sonntage und des Tagebuches dreier Kinder. Winckelmann, Berlin 1852.
- Das Buch des deutschen Knaben. Berlin 1857.
- Cooper’s Lederstrumpf-Erzählungen. Für die Jugend bearbeitet von Adam Stein. A. Oehmigke, Neu-Ruppin 1863. (4. Auflage: 1868, urn:nbn:de:bvb:12-bsb10751690-5)
- Liesbeth. Erinnerungen an eine kleine Pension für erwachsene Mädchen. Winckelmann, Berlin 1866.
- Kloster und Abt. Nach Walter Scott für die reifere Jugend. Springer, Berlin / Heidelberg 1865. doi:10.1007/978-3-642-94269-3, ISBN 978-3-642-93869-6
- Die letzten Tage von Pompeji. Aus dem Englischen des Edward Bulwer Lytton für die reifere Jugend bearbeitet von Robert Springer (Adam Stein). Mit 4 Bildern nach Zeichnungen von G. Bartsch. 2. Auflage. Verlag v. Alfred Oehmigke, Neu-Ruppin, 1868. urn:nbn:de:bvb:12-bsb10751680-5
- Cooper’s Seegemälde. Für die Jugend bearbeitet von Adam Stein. Mit 6 Bildern nach Zeichnungen von G. Bartsch. 2. Auflage. Verlag von Alfred Oehmigke, Neu-Ruppin 1869, urn:nbn:de:bvb:12-bsb11020756-8

### Sonstige Übersetzungen und Bearbeitungen
- Der enthüllte Erdkreis: Illustrierte Geschichte älterer und neuerer wissenschaftlicher Entdeckungs- und Welt-Reisen in allen Erdtheilen. Uebersetzt und bearbeitet von Robert Springer. Berlin 1857. urn:nbn:de:bvb:12-bsb10366541-5
- Der Muttermörder. Roman von A. Belot und J. Dautin. Aus dem Franz. übers. von Robert Springer. Berlin o. J.
- Ein Jahrhundert des Despotismus in Neapel und Sicilien. Von Susan Horner. Aus dem Englischen übertragen von Robert Springer. Verlag von Albert Sacco, Berlin 1861. urn:nbn:de:bvb:12-bsb10078355-2
- Thalysia oder Das Heil der Menschheit. Von Jean-Antoine Gleizes. Aus dem Französischen übersetzt und bearbeitet von Robert Springer. Verlag von Otto Janke, Berlin 1872. urn:nbn:de:bvb:12-bsb10997286-7